# Janvier 1923

## Événements
- 1er janvier : 
  - Canada : création du Department of National Defence.
  - France : 
    - démission du secrétaire général du PCF Ludovic Oscar Frossard;
    - fondation de la compagnie aérienne française Air Union par fusion de la Compagnie des messageries aériennes (CMA, fondée en 1919) et des Compagnie des grands express aériens (CGEA).

- 2 janvier : rupture cordiale, entre la France et le Royaume-Uni : réunis à Paris, les Alliés ne parviennent pas à trouver un accord sur la question des réparations allemandes. Poincaré annonce que la France passera outre l’opposition britannique et fera occuper la Ruhr afin de contrôler les activités des usines et des mines de la région.

- 3 janvier : le pilote français Thoret tient l'air 7 heures et 3 minutes sans moteur (hélice calée) sur un Hanriot HD-14.

- 4 janvier : dans son « testament politique », Lénine recommande d’écarter Staline du poste de secrétaire général du PCUS.

- 9 janvier : l'Espagnol Juan de La Cierva réussit son premier vol en autogire, qu'il a mis au point.

- 11 janvier : des troupes françaises et belges occupent la région de la Ruhr réclamant le paiement par l'Allemagne de la dette de guerre. C'est une bonne partie de la production industrielle allemande qui est ainsi confisquée.

- 15 janvier : une résistance passive à l'occupation de la Ruhr, sous forme de grèves généralisées, et financée par la république de Weimar s'organise.

- 26 janvier[1] : accord entre Sun Yat Sen et l'envoyé soviétique Adolf Joffe en République de Chine. Sun Yat-sen réorganise le Guomindang et son armée avec l’aide et les conseils du Komintern.

- 29 janvier : tous les records d'aviation de l'année 1922 et de janvier 1923 étaient contrôlés par l'Aéro-Club de France. À compter de ce jour, la Fédération aéronautique internationale prend le relais.

- 30 janvier : accord gréco-turc qui prévoit l’échange des populations entre les deux pays (1 500 000 Grecs et 500 000 Turcs).

## Naissances
- 1er janvier : 
  - Roméo Sabourin, soldat et héros de guerre canadien († 14 septembre 1944).
  - Ousmane Sembène, réalisateur et écrivain sénégalais († 9 juin 2007).
  - Milt Jackson, vibraphoniste de jazz américain († 9 octobre 1999).
- 2 janvier : Pierre Schwed, résistant français, spécialiste reconnu des questions de géostratégie († 10 août 2006).
- 4 janvier : Maurice Cazeneuve, metteur en scène de théâtre, scénariste et réalisateur français († 28 juin 2016).
- 7 janvier : Hugh Kenner, Professeur et critique littéraire canadien († 24 novembre 2003).
- 11 janvier : 
  - Carroll Shelby, pilote automobile et entrepreneur américain (10 mai 2012)
  - Jacqueline Maillan, comédienne française († 12 mai 1992).
- 23 janvier : Michel Droit, romancier, journaliste et académicien français († 22 juin 2000).
- 23 janvier : Hans Lukas Hoffmann, ornithologue, défenseur de l’environnement et philanthrope suisse († 21 juillet 2016)
- 24 janvier : Geneviève Asse, peintre française († 11 août 2021).
- 31 janvier : 
  - Norman Mailer, écrivain et journaliste américain († 10 novembre 2007).
  - Eddie Ryder, acteur et réalisateur américain († 29 mars 1997).
  - Jorge María Mejía, cardinal argentin, archiviste émérite du Saint-Siège († 9 décembre 2014).
  - Maurice Michael Otunga, cardinal kényan, archevêque de Nairobi († 6 septembre 2003).

## Décès
- 3 janvier : Jaroslav Hašek, écrivain tchèque.
- 7 janvier : Marian Le Cappellain enseignante anglo-normande qui établit un des premiers lycées pour l'éducation des filles au Costa Rica.
- 9 janvier : Katherine Mansfield, écrivain néo-zélandais.
- 22 janvier : Marius Plateau, (assassiné), secrétaire général de l'Action Française.